# Pjatiizbjanskij
Pjatiizbjanskij (in passato Pjatiizbjanskaja) è un chutor della Russia.